# De zes turven
 De zes turven is het 31ste album uit de Belgische stripreeks De avonturen van Urbanus en verscheen in 1991. Het werd getekend door Willy Linthout en bedacht door Urbanus zelf.

## Verhaal
Urbanus kan van Nonkel Fillemon 50 miljard krijgen. Maar voor dit te krijgen moet hij eerst zes dikke boeken vanbuiten leren.